# 藤田小女姫殺害事件
藤田小女姫殺害事件（ふじたこととめさつがいじけん）とは1994年2月23日にアメリカ合衆国ハワイ州ホノルルで発生した殺人事件。

## 概要

### 藤田小女姫殺害
1994年2月23日午後5時頃、アメリカ合衆国ハワイ州ホノルル、1350 Ala Moana Blvd.の高層マンションの部屋でボヤ騒動が起こった。火は駆けつけた消防隊員によって消し止められたが、その部屋のクローゼットから日本の占い師であった藤田小女姫（当時56歳）の射殺体が発見された。この1時間前の午後4時頃、藤田は取引先の銀行に融資依頼をしていたが、その際に電話の声が怯えていると感じた銀行員が領事館に連絡し、領事館職員がマンションに駆けつけるとボヤ騒動が起きており、藤田の射殺体が発見された。

### 息子殺害
また同日に、殺害現場の高層マンションから数キロ離れた、ワイキキにあるパークショアホテルの駐車場で1台の乗用車が炎上しているのが発見された。乗用車の中からは、ハワイ大学の学生だった藤田の一人息子（当時20歳）がテープで縛られ胸を銃撃された状態の焼死体で発見された。

### 容疑者逮捕
交友関係の捜査の過程で、藤田の息子のスキューバダイビング仲間で銃器不法所持の前歴があったF（事件当時28歳）が浮上した。その後の捜査で、事件現場近くであったFが住むアパートから犯行に使われたものと同じ弾薬が発見された。さらにDNA型鑑定によって、ソファから検出された血痕が藤田の息子のDNAと一致した。また、Fが藤田の所持品であった貴金属類を質屋に持ち込んで2000ドルを借りていたことが判明した。これによって、捜査機関は藤田親子を殺害したのはFであると断定し、国際刑事警察機構を通じて日本の警察庁に身柄確保を要請した。
一方、Fは事件の2日後の2月25日に日本へ帰国した。3月4日に神奈川県警に出頭し、殺害の無実を主張した。4月3日、アメリカで起訴され、5月11日に法務省へ日米犯罪人引渡し条約による正式の請求が来て、8月16日にFはハワイに送還された。

### 裁判
Fはホノルル市警による血痕のDNA鑑定を根拠に4月3日に起訴され、裁判では遺体の搬送を手伝っただけであり殺害に関与していないと主張して殺害を否認し、実行犯はヤクザであり、ある日本人ビジネスマンの未認知の息子である藤田の息子が遺産を相続しないよう殺害したと主張した。8月23日にホノルル巡回裁判所はFを藤田親子を殺害した実行犯と認定して、第2級殺人罪で終身刑が言い渡され確定した。なお、ハワイ州では死刑制度が存在しないため、終身刑は最高刑であるが、30年服役すれば出所できる可能性があったものの、2013年の時点では少なくとも2034年までに仮釈放はないとされていた。
2024年10月14日（現地時間）、F受刑者が収容先のハラワ刑務所で雑居房の受刑者により刺され、頭と首に致命傷を負い倒れた状態で発見され、死亡が確認された。59歳没。
なお、藤田が生前記録していたと言われる「ノート」が未だに発見されていない。このノートには「政財界のエピソード」が書かれたとされており、そのノートが世に出ると困る大物が殺害事件の裏にいるという陰謀説が存在する。